# Francheville, Rhône
Francheville este o comună în departamentul Rhône din sud-estul Franței. În 2009 avea o populație de 12.633 de locuitori.

## Evoluția populației
| An        | 1975  | 1982  | 1990   | 1999   | 2006   | 2009   |
| --------- | ----- | ----- | ------ | ------ | ------ | ------ |
| Populație | 8.099 | 9.500 | 10.863 | 11.324 | 11.667 | 12.633 |